# 薬王院 (足立区)
薬王院（やくおういん）は、東京都足立区にある真言宗豊山派の寺院。

## 歴史
元禄年間（1688年 - 1704年）、乗禅によって開山された。かつては西新井大師総持寺を本寺としていたが、1939年（昭和14年）に真言宗豊山派本山の長谷寺を本寺とした。
1874年（明治7年）、当寺に小学校が開設されている。その後1887年（明治20年）に小学校は移転した。この小学校は、現在の足立区立江北小学校の前身である。

## 交通アクセス
東京都交通局日暮里・舎人ライナー江北駅より徒歩11分。